# Яблоновський Владислав Юліанович
Владислав Юліанович Яблоновський варіант транскрипції по батькові і прізвища Юльянович та Яблонський (22 вересня 1865 — 21 червня 1956) — польський письменник, депутат Державної думи Російської імперії III скликання від Варшави.

## Біографія
Польський шляхтич гербу Прус (Тужина) римо-католицького віросповідання. Народився 1865 року в сім'ї хірурга, доктора медицини Юліана Яблоновського та його дружини, уродженої княжни Марії Воронецької гербу Корибут, племінник Владислава та Александера Яблоновських. У 1884 році закінчив Білоцерківську гімназію. Після чого недовго служив у Російській армії. З 1885 по 1886 рік протягом 1-го курсу слухав лекції з природничих наук у Львівському політехнічному інституті. У 1887 році подорожував територією Греції та Анатолії. У 1888—1891 роках Владислав Яблоновський продовжував навчання філософії та філології на факультеті суспільних наук Женевського університету, в 1891 році отримав там же ліценціат з соціальних наук. У 1891—1892 роках в Університеті Парижа та Колеж де Франс вивчав психологію, філософію і філологію. У 1892—1893 роках навчався в Лейпцізькому університеті.

### Політична діяльність
За кордоном брав участь у діяльності польських національно-патріотичних емігрантських організацій. З 1888 року він був членом Польської молодіжної асоціації «Зет». Входив Владислав Яблоновський також до складу Польської ліги, де потоваришував з Романом Дмовським. У 1888—1890 роках головував у товаристві «Полонія» в Женеві. Під час навчання у Швейцарії познайомився з польський письменником Теодором Томашем Єжем та російським теоретиком і пропагандистом марксизму Георгієм Плехановим. У 1890 році брав участь у перепохованні праху Адама Міцкевича, привезеного з Парижа до Кракова у Вавельському кафедральному соборі.
У 1893 році повернувся до Царства Польське на місце проживання у Варшаві. У квітні 1893 року був одним із засновників польської Національної ліги, був членом її Центрального комітету першого скликання. За 1893 рік був двічі арештований і поміщений до Варшавської фортеці.
19 квітня 1894 року Владислав Яблоновський брав участь в організації демонстрації у Варшаві, присвяченій пам'яті Яна Кілінського та 100-річчю повстання Костюшка. За це заарештований, ув'язнений на два місяці до в'язниці, після чого висланий в Оренбурзьку губернію на два роки. В Оренбурзі встановив контакт з російськими революціонерами. Звільнений за амністією, у 1895 році повернувся до Царства Польського.

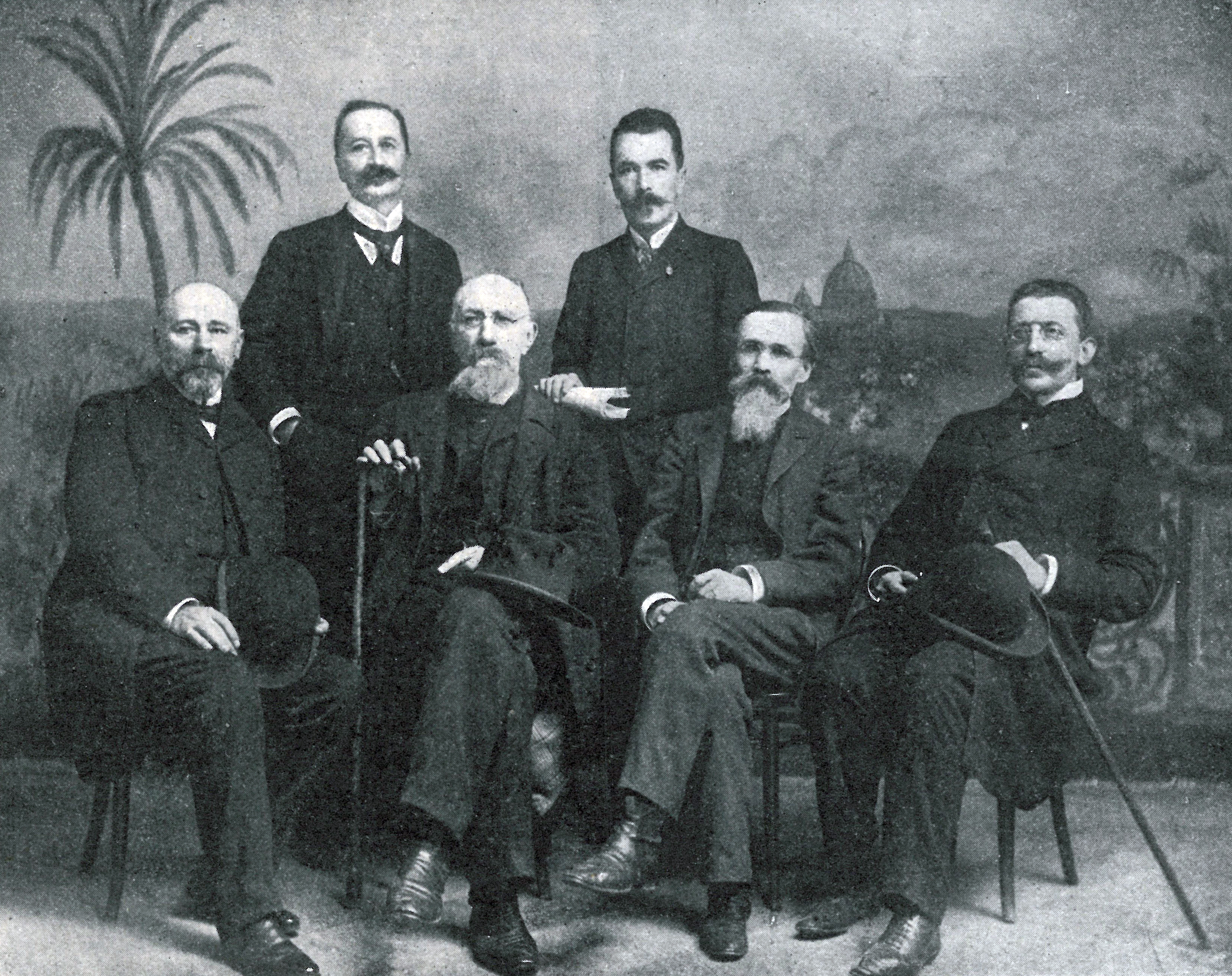
Владислав Яблоновський (стоїть праворуч) і його дядько Александер (сидить другий зліва) на II Міжнародному конгресі історичних наук в Римі, 1903

У 1903 році він взяв участь у II Міжнародному конгресі історичних наук (II The International Congress of Historical Sciences) у Римі. Допомагав в організації співробітництва між представництвами Національної ліги у Києві та Варшаві. У 1904 році знову поміщений до в'язниці в X павільйоні Варшавській цитаделі. У січні 1905 року проводив політику Національно-демократичної партії Польщі в Галичині, при цьому тісно співпрацював з польським політиком Романом Дмовським. Підтримував контакти з Генриком Сенкевичем, Стефаном Жеромським, Владиславом Реймонтом, Августом Бебелем, Вільгельмом Лібкнехтом. У 1905 році після публікації Жовтневого Маніфесту став членом Головного правління польської Національно-демократичної партії. У листопаді 1905 року брав участь у роботі земського з'їзду в Москві.
Брав участь у виборах як виборщик до Державну думу II скликання, але обраний не був.
У 1908 році був прийнятий до членів Варшавського наукового товариства, з 1938 року — постійний член цього товариства.
8 травня 1909 року був обраний до Державної думи III скликання від з'їзду міських виборців Варшави на звільнене місце у зв'язку з відмовою Романа Дмовського. Увійшов до складу Польського коло. Активної участі в роботі Думи не брав: не працював у думських комісіях, не виступав з її трибуни.
Після 1912 року Владислав Яблоновський повернувся до Царства Польського. Брав участь у виборчій кампанії до Державної думи IV скликання, однак балотуватися в члени Думи не став.

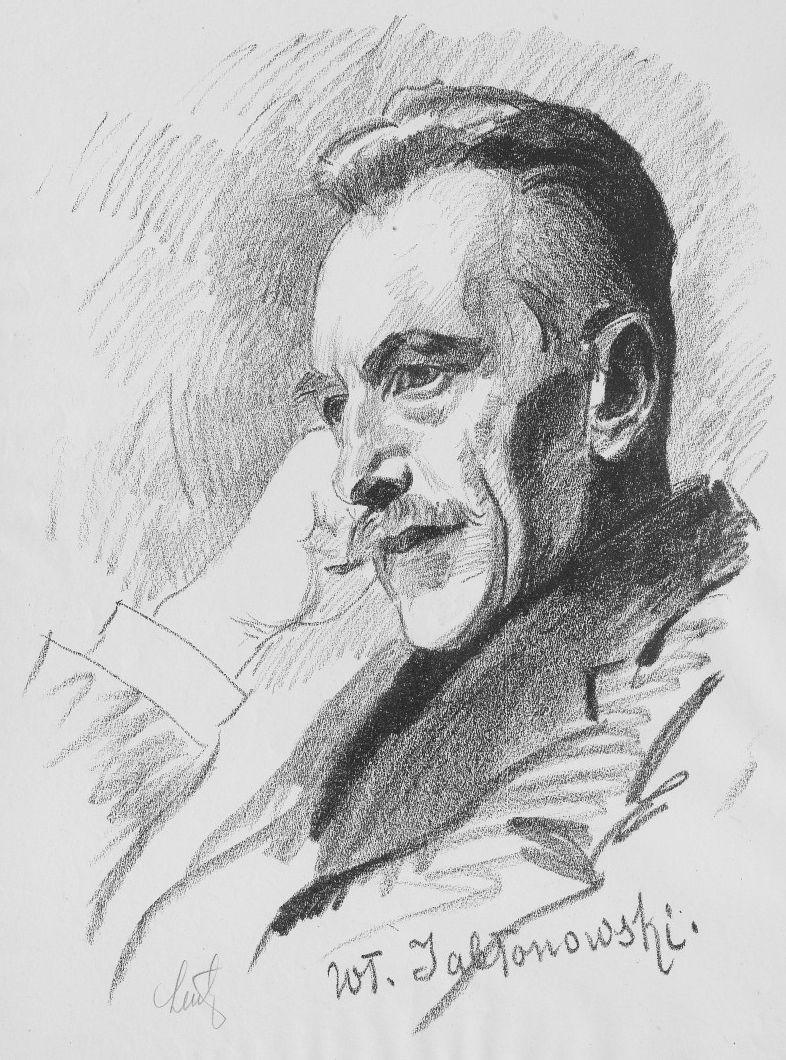
На Польському Законодавчому сеймі, 1919.

На початку Першої світової війни у відповідь на заяву від 14 серпня 1914 року головнокомандувача Російської армії великого князя Миколи Миколайовича, Яблоновський підписав вірнопідданську телеграму подяки, в якій, зокрема, говорилося:
…представники політичних партій та громадських груп польського народу, що нижче підписалися, міцно віруємо, що кров синів Польщі, проливається разом з кров'ю синів Росії в боротьбі зі спільним ворогом, стане найкращою запорукою нового життя в мирі і дружбі двох слов'янських народів. В історичний день такої знаменної для польського народу відозви ми сповнені гарячим бажанням перемоги російської армії, що стоїть під Найяснішою Вашою Імператорської Високості командою, і очікуванням повного торжества її на полі битви.
Однак, коли фронт підійшов до Варшави, відмовився евакуюватися до Росії. А після окупації Королівства Польського німецькими й австро-угорськими військами співпрацював з окупаційною адміністрацією, увійшов до складу створеного нею Тимчасової державної ради Польщі.
Після проголошення незалежності Польщі у 1918 році продовжив політичну діяльність. Обраний членом Державної ради в 1918 році. входив до складу польського Сенату кількох скликань.
У 1919—1922 роках він засідав у Законодавчому сеймі, а в період 1922—1935 років у Сенаті II Республіки Польщі I, II і III скликань (спочатку Спілки народних представників). Він співчував політиці Муссоліні, але був рішучим противником Юзефа Пілсудського, особливо київської операції 1920 року і травневого перевороту. Він неодноразово їздив до Італії, де вів бесіди з представниками Ватикану (включаючи державного секретаря Кардинала П'єтро Гаспаррі) про становище польської церкви. У 1926 році Владислав Яблоновський успішно провів дипломатичну місію, проклавши шлях Августу Глонду до отримання титулу і повноважень Примаса Польщі, в той же час роблячи неможливим призначення іншого претендента на цей пост єзуїта Станіслава Сопуха, відомого своєю пронімецькою орієнтацією. Він брав участь в ювілейних урочистостях, присвячених 700-річчю університетів Неаполя (1924) і Перуджі (1927) як представника сенату Польщі і Варшавського наукового товариства.
Під час Другої світової війни Владислав Яблоновський проживав у Варшаві і після Варшавського повстання в Олесине поблизу Надажіна. Після закінчення війни переїхав до Сопота, де провів останні роки свого життя. Прах Владислава Ябоновського, що помер 1956 року, спочиває на варшавському кладовищі Старі Повонзкі (53 квартал, ряд 4, 18, 19: №. 17529).

### Літературна творчість
Літератор, літературознавець і літературний критик. Владислав Яблоновський займався публіцистикою, публікувався в польській періодиці національного спрямування, співробітник редакції польської газети «Głos» («Голос») у 1893—1899 роках. Заснував журнал «Польська думка» (Myślą Polską), закритий у 1907 році. Співпрацював з багатьма журналами, зокрема «Атенеум» (Ateneum), «Ілюстрований тижневик» (Tygodnikiem Ilustrowanym), був редактором «Бібліотеки виборчого справи» (Biblioteka Dzieł Wyborowych).
Спеціалізувався на критиці та історії російської літератури. Також провів дослідження психологічних аспектів поезії Юліуша Словацького. Критично оцінював роботи Маріана Гавалевича і Марії Родзевич. Займався творчістю Гі де Мопассана, Анатоля Франса, д'Аннунціо, Ромена Роллана, Дж. Кардуччі, Альфонса Доде, Федора Достоєвського, Максима Горького, Моріса Метерлінка. Виступав на захист польських модерністів від атак позитивістів. Вивчав французьку літературну критику та історію відносин декабристів з Польщею. У роботі «Дві культури. Історико-літературні дослідження» (Dwie kultury. Studya historyczno-literackie, 1913) порівняв історію культури і літератури Російської імперії та Західної Європи.
Незалежно від його діяльності як критика, він був літератором. Владислава Яблоновського цінували насамперед як письменника. В 1899 році він опублікував збірку коротких оповідань «У бухті смерті» (W zatoce śmierci), крім того, був автором спогадів «Протягом багатьох років» (Z biegiem lat 1939) і «Коротка біографія» (1944). В тому числі його перу належать і спогади про Роман Дмовського. У 1922 році він опублікував переклад «Життя Мікеланджело» Асканіо Кондіві.

## Родина
- Дружина (з 1897 року, у Варшаві, собор Святого Хреста) — Гелена Война-Осняловська (Wojna-Ośniałowska) герба Труби (1870—1938)[4]
  - Син — Владислав (1898—1963)
  - Донька — Олександра (1900—1915)
  - Донька — Зофія (1904—1992), одружена з Янушем Пстроконьским (Pstrokoński) (1900—1979)

## Твори
- Dookoła Sfinksa. Studya o życiu i twórczości narodu rosyjskiego. 1910. Російський переклад: Навколо сфінкса: (Нарис про життя і творчість російського народу): Авторизований переклад з польської мови Лідії Сімсона. СПб., 1912.
- Guy de Maupassant (1893)
- Dusza poety (1902)
- Chwila obecna. Dążności i usposobienia (1901)
- Emil Zola (1903)
- Wśród obcych (1905)
- Indywidualizm rosyjski i jego odbicie w literaturze (1908)
- Rozprawy i wrażenia literackie (1908)
- Teodor Dostojewski wobec nowych prądów świadomości rosyjskiej (1908)
- Dwie kultury (1913, studia historyczne i literackie)
- O roli uczucia w życiu duchowym J. Słowackiego (1916)
- Z ojczyzny Danta (1921)
- Amica Italia. Rzecz o faszyzmie (1926)

## Нагороди
Серед інших нагород Командорський Хрест італійського ордена Святого Маврикія та Святого Лазаря.

### Архіви
- Російський державний історичний архів. Фонд 1278. Опис 9. Справа 925.